# Accommodatie (sociolinguïstiek)
Accommodatie is het geheel van aanpassingen in een gesprek om de goede verstandhouding te bewaren. Het betreft aanpassingen op zowel kenmerken van de spraak (luidheid, toonhoogte, tempo, uitspraak), als op kenmerken van houding en gedrag (zithouding, bewegingsritme). Het sociolinguïstische begrip werd geïntroduceerd door de taalkundige Howard Giles.